# 4-metoxiresveratrol
El 4-metoxiresveratrol es un estilbenoide que se encuentra en la hierba china Gnetum cleistostachyum.